# Łazarz V Henckel von Donnersmarck
Maria Lazarus Henckel von Donnersmarck znany też jako Łazarz V Henckel von Donnersmarck (ur. 19 stycznia 1902 w Dreźnie, zm. 10 października 1991 w Lucernie) – niemiecki hrabia, właściciel pałacu w Nakle Śląskim.

## Pochodzenie i rodzina
Łazarz V wywodził się z rodu Henckel von Donnersmarck – śląskich magnatów przemysłowych i ziemskich o austro-węgierskich korzeniach. Jego pradziad Hugo I Henckel von Donnersmarck (1811–1890), kuzyn księcia Guido ze Świerklańca, około 1860 r. wybudował neogotycki pałac w Nakle Śląskim jako rezydencję rodową.
Ojcem Łazarza V był hrabia Edwin Henckel von Donnersmarck (1865–1929) – znany przemysłowiec, ziemianin i poseł do  pruskiego Landtagu. Jego matka Wilhelmine Maria Kinsky von Wchinitz und Tettau (1869–1943) pochodziła ze starej arystokracji austriackiej (ród książąt Kinsky). Rodzina Łazarza V po I wojnie światowej pozostała na terenie przyznanym Polsce – w odróżnieniu od innych gałęzi rodu przyjęła obywatelstwo polskie i zyskała miano „linii polskiej” Donnersmarcków.
Łazarz V poślubił hrabiankę Marię Franziskę von und zu Eltz genannt Faust von Stromberg (1905–1997) dnia 20 października 1927 roku. Była ona przedstawicielką arystokracji austriackiej (ród hrabiów von Eltz). Małżeństwo to zawarto w posiadłości Traunegg w Karyntii. 
Z tego związku urodziło się dwoje dzieci:
- Carl (Karl) Josef (1928–2008)
- Maria Wilhelmina (ur. 1932).

Syn Karl Josef poślubił później księżniczkę Marię Adelajdę z Luksemburga (1924–2007), łącząc rodzinę Donnersmarcków z rodem wielkoksiążęcym Luksemburga. Córka Maria Wilhelmina wyszła za mąż za księcia Maksymiliana von Khevenhüller-Metsch (1919–2010), arystokratę austriackiego.

## Życie i działalność
Młodość Łazarza V przypadła na burzliwy okres międzywojenny. Dzieciństwo spędził częściowo w rodzinnej rezydencji w Nakle Śląskim, gdzie Donnersmarckowie osiedli na stałe po 1890 roku, oraz zapewne w Austrii i Niemczech, związanych z rodziną matki. Po śmierci ojca w 1929 roku przejął zarządzanie majątkiem w Nakle. Jako dziedzic i właściciel dóbr nakielskich dał się poznać jako aktywny społecznie ziemianin. Najstarsi mieszkańcy Nakła wspominali, że hrabia Łazarz V – posiadający obywatelstwo polskie – osobiście działał w miejscowej Ochotniczej Straży Pożarnej i wspierał ją finansowo, np. fundując sprzęt strażacki. Za jego czasów, w 1931 roku, w Nakle Śląskim zbudowano nową remizę strażacką, służącą lokalnej społeczności do dziś.
Okres II wojny światowej tragicznie zaważył na losach hrabiego i jego majątku. Po wybuchu wojny we wrześniu 1939 r. Nakło Śląskie zostało włączone do III Rzeszy, jednak Łazarz V nie zrzekł się polskiego paszportu – nie przyjął obywatelstwa niemieckiego nawet pod presją okupacyjnych realiów. Starał się przetrwać wojenną zawieruchę na uboczu polityki, chroniąc rodzinę i dobra. Na początku 1945 roku, gdy do Górnego Śląska zbliżał się front wschodni, hrabia wraz z rodziną podjęli dramatyczną decyzję o ucieczce. Spakowali najcenniejszy dobytek i opuścili swój pałac w Nakle, emigrując przez Austrię do neutralnej Szwajcarii. Wiosną 1945 r. wkroczyła do Nakła Armia Czerwona, a następnie władze komunistyczne przejęły całkowicie majątek Donnersmarcków – pałac wraz z dobrami został znacjonalizowany. Rodzina Łazarza V, podobnie jak inne niemieckie rody Górnego Śląska, nie mogła już powrócić do swojej ojczyzny.
Na emigracji hrabia osiadł początkowo w Lugano, gdzie znalazło schronienie wielu arystokratów z Europy Środkowej. Mimo utraty majątku, w Szwajcarii żył na stosunkowo wysokim poziomie, prawdopodobnie dzięki zgromadzonym funduszom rodowym i wsparciu rodzin spowinowaconych. Co znamienne, Donnersmarckowie zachowali przedwojenne polskie paszporty i nadal posługiwali się nimi na obczyźnie – podkreślając tym samym swoją odrębną od Niemców tożsamość i lojalność wobec dawnej ojczyzny. Łazarz V utrzymywał też więź z pozostawionym Śląskiem. W 1960 roku, już jako emigrant, przekazał znaczące środki finansowe na uroczystości 50-lecia istnienia Ochotniczej Straży Pożarnej w Nakle Śląskim.
Ostatnie lata życia spędził w Szwajcarii. Przeniósł się do Lucerny, gdzie mieszkał do śmierci. Zmarł 10 października 1991 roku w Lucernie, przeżywszy 89 lat. Jego żona Maria Franziska dożyła roku 1997, a oboje zostali pochowani poza rodzinnym Śląskiem.

## Znaczenie historyczne i dziedzictwo
Hrabia Łazarz V zapisał się w historii jako ostatni przedstawiciel swego rodu na Górnym Śląsku – wraz z jego ucieczką w 1945 r. dobiegło końca kilkusetletnie panowanie Donnersmarcków nad tymi ziemiami, co symbolizuje koniec epoki śląskiej arystokracji w regionie.
Obecnie pamięć o rodzinie Henckel von Donnersmarck i ich wkładzie w rozwój Śląska jest pieczołowicie kultywowana. W odrestaurowanym pałacu w Nakle Śląskim mieści się muzealno-kulturalna instytucja, gdzie prezentowane są pamiątki i dokumenty związane z dziejami rodu, w tym wspomnienia o ostatnich właścicielach pałacu.